# Devon Abbot Mihesuah
Devon Abbot Mihesuah (n. 2 de juny de 1957) és una escriptora i historiadora choctaw. El 1989 es graduà a la Universitat de Texas i dona classes d'història a la Universitat d'Arizona. També és editora de l'American Indian Quarterly. La seva obra de no ficció es concentra en els estereotips i tergiversacions dels pobles amerindis dels Estats Units pobles, costums i creences en la literatura acadèmica.

## Obres[calcitació]
Ficció
- Document of Expectations (Michigan State University Press, 2011)
- Big Bend Luck (Booklocker, 2008)
- The Lightning Shrikes (Lyons Press, 2004)
- Grand Canyon Rescue (Booklocker, 2004)
- Roads of My Relations (University of Arizona Press, 2000)

No ficció
- Choctaw Crime and Punishment, 1884-1907 (University of Oklahoma Press, 2009)
- Recovering Our Ancestors' Gardens: Indigenous Recipes and Guide to Diet and Fitness (Nebraska, 2005)
- So You Want to Write About American Indians? A Guide for Scholars, Writers and Students (University of Nebraska Press, 2005)
- ed. with Angela Cavender Wilson, Indigenizing the Academy: Transforming Scholarship and Empowering Communities (Nebraska, 2004)
- ed. First to Fight: The Story of Henry Mihesuah (Nebraska, 2003)
- American Indigenous Women: Decolonization, Empowerment, Activism (Nebraska, 2003)
- ed. Repatriation Reader: Who Owns Indian Remains? (Nebraska, 2000)
- ed. Natives and Academics: Research and Writing About American Indians (Nebraska, 1998)
- American Indians: Stereotypes and Realities (Clarity International, 1996)
- Cultivating the Rosebuds: The Education of Women at the Cherokee Female Seminary, 1851-1909 (University of Illinois Press, 1993)